# 南蘭奇 (密歇根州)
南蘭奇（英語：South Range）是位於美國密歇根州霍頓縣亞當斯鎮區的一個村。

## 人口
根據2020年美國人口普查的數據，南蘭奇的面積為0.94平方千米，當中陸地面積為0.94平方千米，而水域面積為0.00平方千米。當地共有人口750人，而人口密度為每平方千米797人。